# Callosciurus
A Callosciurus az emlősök (Mammalia) osztályának rágcsálók (Rodentia) rendjébe, ezen belül a mókusfélék (Sciuridae) családjába tartozó nem.

## Rendszerezés
A nembe az alábbi 16 faj tartozik:
- Callosciurus adamsi (Kloss, 1921)
- Callosciurus albescens (Bonhote, 1901)
- Callosciurus baluensis (Bonhote, 1901)
- Callosciurus caniceps (Gray, 1842)
- csinos tarkamókus (Callosciurus erythraeus) (Pallas, 1779)
- burmai tarkamókus (Callosciurus finlaysonii) (Horsfield, 1823)
- Callosciurus honkhoaiensis Nguyen et al., 2018
- Callosciurus inornatus (Gray, 1867)
- Mentawai-szigeteki tarkamókus (Callosciurus melanogaster) (Thomas, 1895)
- pásztás tarkamókus (Callosciurus nigrovittatus) (Horsfield, 1823)
- platánmókus (Callosciurus notatus) (Boddaert, 1785)
- borneói fekete csíkú mókus (Callosciurus orestes) (Thomas, 1895)
- Callosciurus phayrei (Blyth, 1856)
- Prevost-mókus (Callosciurus prevostii) (Desmarest, 1822) - típusfaj
- Callosciurus pygerythrus (I. Geoffroy Saint Hilaire, 1833)
- Callosciurus quinquestriatus (Anderson, 1871)